# Musikalische Exequien

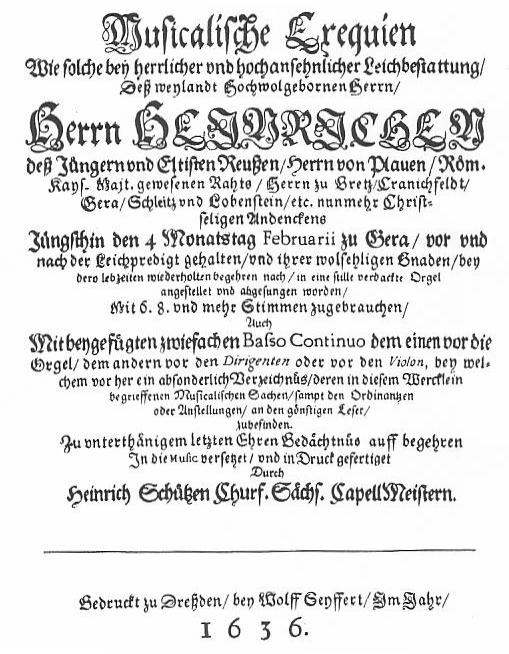
Page de titre des Musikalische Exequien (1936).

Les Musikalische Exequien, op. 7, SWV 279-281, sont un ensemble de motets en trois parties, tout d'abord en forme de messe de funérailles allemande luthérienne. Ce premier épisode précède un autre motet (ou air spirituel) extrait du Psaume 73. Il est suivi à son tour d'une troisième partie, le Cantique de Siméon (connu dans la liturgie catholique sous le nom de Nunc dimittis). L'ensemble a été composé en 1635 par l'Allemand Heinrich Schütz pour les funérailles de Henri II de Reuss-Gera, seigneur de Gera, Schleiz et Lobenstein, mort le 16 décembre 1635.

## Étymologie
Le mot allemand Exequien vient du latin exsequiæ, enterrement, funérailles, la lettre «n» du mot Exequien marquant le pluriel en allemand.
Musikalische Exequien signifie donc obsèques en musique, une forme à ne pas confondre avec le Requiem catholique.

## Historique
Henri de Reuss (1572-1635), surnommé « Posthumus » parce qu'il était né deux mois après la mort de son père, régnait sur un petit territoire centré sur Gera, une ville située à 65 km au sud-ouest de Leipzig.
Heinrich Schütz, qui était par sa naissance à Köstritz un sujet de la seigneurie de Reuss, maintint toute sa vie un fort lien de loyauté à l'égard de sa ville natale et de la famille Reuss.
Heinrich Schütz et Henri de Reuss eurent une relation personnelle et professionnelle durable qui s'étendit sur au moins deux décennies jusqu'à la mort de Reuss le 23 décembre 1635.
À l'approche de sa mort, Henri de Reuss Posthumus, homme d'une grande culture, organisa ses obsèques dans les détails, en précisant la liturgie, les chorals, les lectures bibliques, ainsi que les versets bibliques à graver sur son cercueil d'étain. C'est ainsi qu'il commanda également les Musikalische Exequien à Heinrich Schütz,.
L'œuvre fut interprétée du vivant du Prince et le jour de ses obsèques, le 4 février 1636. Schütz dirigea la musique en personne lors des funérailles.
Les Musikalische Exequien furent imprimées en 1636 à Dresde.

## Structure
L'œuvre comporte trois parties :
- Concert in Form einer teutschen Begräbnis-Messe (concert en forme de messe funèbre allemande)
- Motette « Herr, wenn ich nur Dich habe »
- Canticum B. Simeonis  « Herr, nun lässest Du Deinen Diener »

## Présentation
Les Musicalische Exequien sont composées pour voix et basse continue, les trois parties étant instrumentées différemment. La première partie est à six voix (2 sopranos, 1 alto, 2 ténors, 1 basse, une seconde basse étant requise avec la partie d'alto). Dans la préface de la première édition, le rédacteur explique que dans les mouvements notés Capella tous les chanteurs rejoignent le ripieno. La deuxième partie nécessite deux chœurs constitués chacun de sopranos, altos, ténors et basses. Dans la troisième partie, une capella à cinq voix (1 soprano, 1 alto, 2 ténors, 1 basse) contraste avec trois voix solistes (2 sopranos représentant deux séraphins, et 1 baryton comme Beata anima cum Seraphinis, « l’âme bienheureuse avec les séraphins »), qui interviennent à plusieurs reprises sous la forme d'un chœur lointain (de) jusque dans trois endroits différents du lieu d'exécution si cela est possible.

## Séquences
- Première partie : Concert in Form einer teutschen Begräbnis-Messe SWV 279 (chœur SSATTB, basse continue)

1. Intonatio (Tenor) : Nacket bin ich von Mutterleibe kommen
2. Soli (Tenor, Quintus, Bassus) : Nacket werde ich wiederum dahinfahren (Jb 1,21b)
3. Capella : Herr Gott, Vater im Himmel
4. Soli (Cantus, Sextus, Tenor) : Christus ist mein Leben, Sterben ist mein Gewinn (Ph 1,21/Jn 1,29b )
5. Capella : Jesu Christe, Gottes Sohn
6. Soli (Altus, Bassus) : Leben wir, so leben wir dem Herren (Rm 14,8 )
7. Capella: Herr Gott, Heiliger Geist
8. Intonatio (Tenor) : Also hat Gott die Welt geliebet, daß er seinen eingebornen Sohn gab
9. Soli (Cantus, Sextus, Altus, Tenor) : Auf daß alle, die an ihn gläuben, nicht verloren werden (Jb 3,16 )
10. Capella : Er sprach zu seinem lieben Sohn (Martin Luther, Nun freut euch, lieben Christen g’mein (de))
11. Soli (Sextus, Quintus) : Das Blut Jesu Christi (Jn 1,7b )
12. Capella : Durch ihn ist uns vergeben (Ludwig Helmbold)
13. Soli (Cantus, Bassus, Altus) : Unser Wandel ist im Himmel (Ph 3,20f )
14. Capella : Es ist allhier ein Jammertal (Johann Leon (de))
15. Soli (Tenor, Quintus) : Wenn eure Sünde gleich blutrot wäre (Es 1,18b )
16. Capella : Sein Wort, sein Tauf, sein Nachtmahl (Ludwig Helmbold)
17. Solo (Altus) : Gehe hin mein Volk (Es 26,20 )
18. Soli (Cantus, Sextus, Bassus) : Der Gerechten Seelen sind in Gottes Hand (Sg 3,1-3 )
19. Solo (Tenor) : Herr, wenn ich nur dich habe
20. Soli (Altus, Tenor, Quintus, Bassus) : Wenn mir gleich Leib und Seele verschmacht (Ps 73,25f )
21. Capella : Er ist das Heil und selig Licht (Martin Luther, Mit Fried und Freud ich fahr dahin)
22. Soli (Bassus, Bassus-Altus) : Unser Leben währet siebenzig Jahr (Ps 90,10a )
23. Capella : Ach, wie elend ist unser Zeit (Johannes Gigas)
24. Solo (Tenor) : Ich weiß, daß mein Erlöser lebt (Jb 19,25f )
25. Capella : Er sprach zu mir (Martin Luther, Nun freut euch, lieben Christen g’mein ) (Nikolaus Herman)
26. Soli (Cantus, Altus, Tenor, Bassus, Quintus, Sextus) : Herr ich lasse dich nicht du segnest mich denn (Gn 32,27b)
27. Capella : Er sprach zu mir (Martin Luther, Nun freut euch, lieben Christen g’mein

- Deuxième partie : Motet Herr, wenn ich nur dich habe , SWV 280 (double chœur à 8 voix SATB/SATB, basse continue ad libitum ) (Ps 73,25-26 )
- Troisième partie : Canticum B. Simeonis Herr, nun lässest du deinen Diener in Frieden fahren , SWV 281 (chœur SATTB, basse continue) (Lc 2,29-32 ), auquel se superposent Selig sind die Toten (Ap, 14, 13) et Sie sind in der Hand des Herren (Sg, 3, 1) chantés par un second chœur (SSBar) éloigné du premier dans l'espace selon la recommandation de Schütz[7]

## Discographie
- Musikalische Exequien, La Chapelle royale, dirigée par Philippe Herreweghe (Harmonia Mundi, 1987)

Solistes :
sopranos : Agnès Mellon, Greta De Reyghere, Monique Zanetti
ténors : Howard Crook, Jean-Paul Fouchécourt, Hervé Lamy
basses : Renaud Machart, Peter Kooy, Peter Lika
- Musikalische Exequien, Vox Luminis, dirigé par Lionel Meunier (Ricercar, RIC 311, 2011) - Diapason d'Or[8]